# Eco Energy Rally Bohemia

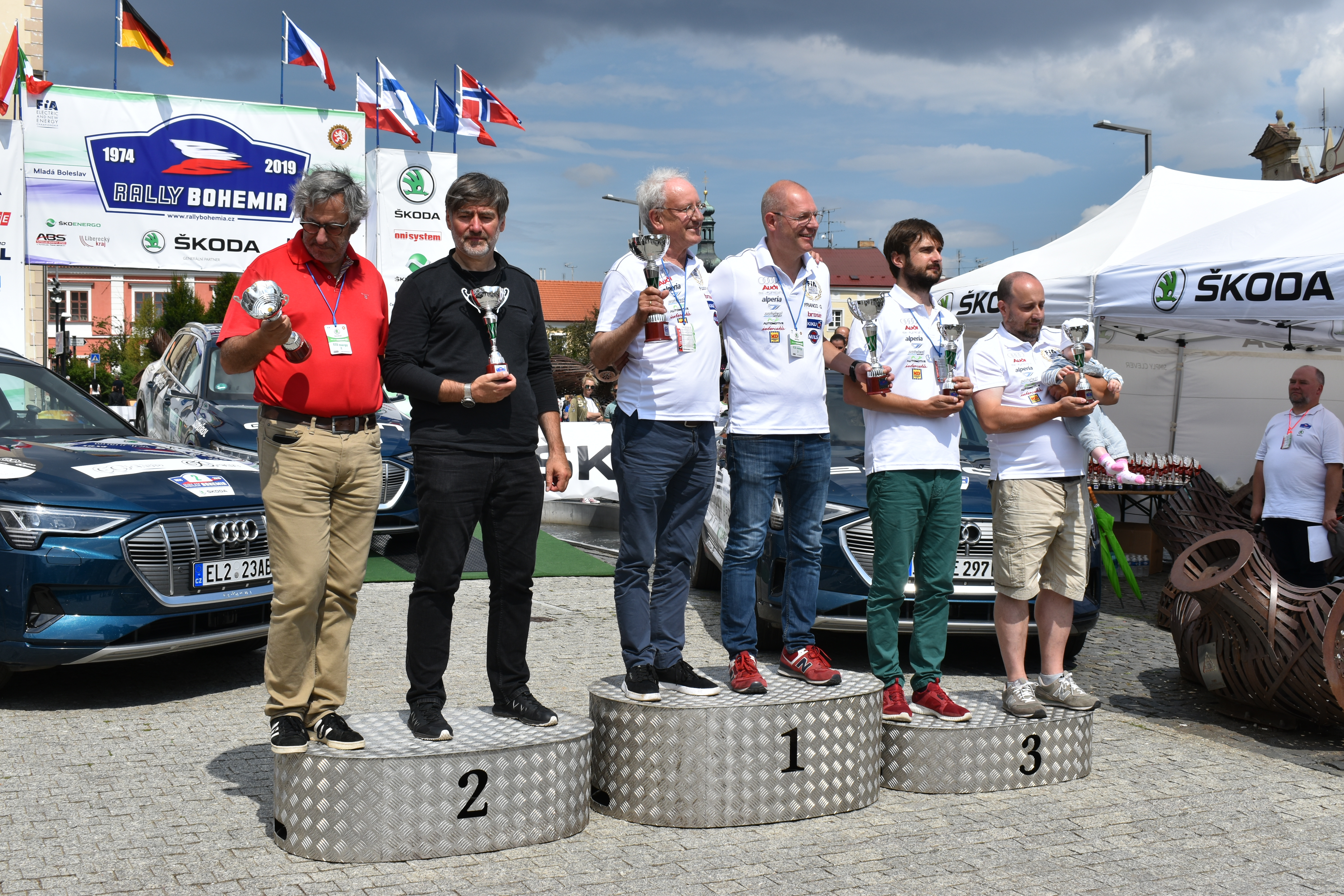
Il podio dell'edizione 2019

L'Eco Energy Rally Bohemia è una competizione automobilistica riservata a veicoli alimentati tramite fonti di energia alternativa e inserita nel 2018 e 2019 nel calendario della FIA E-Rally Regularity Cup.

## Albo d'oro
| Edizione | 1º posto                                              | 2º posto                                             | 3º posto                                               |
| -------- | ----------------------------------------------------- | ---------------------------------------------------- | ------------------------------------------------------ |
| 2018     | Didier Malga (pilota) Anne-Valérie Bonnel (co-pilota) | Fuzzy Kofler (pilota) Franco Gaioni (co-pilota)      | Lukáš Hataš (pilota) Tereza Němcová (co-pilota)        |
| 2018     | Renault Zoe                                           | Tesla S                                              | Tesla X                                                |
| 2019     | Fuzzy Kofler (pilota) Franco Gaioni (co-pilota)       | Artur Prusak (pilota) Thierry Benchetrit (co-pilota) | Guido Guerrini (pilota) Emanuele Calchetti (co-pilota) |
| 2019     | Audi e-tron                                           | Audi e-tron                                          | Audi e-tron                                            |